# Eupsophus calcaratus
Espèce
Synonymes
- Cacotus calcaratus Günther, 1881
- Borborocoetes calcaratus (Günther, 1881)
- Zachaenus roseus Cope, 1890 "1889"

Statut de conservation UICN

 LC  : Préoccupation mineure
Eupsophus calcaratus est une espèce d'amphibiens de la famille des Alsodidae.

## Répartition

Distribution selon l'UICN.

Cette espèce se rencontre entre 10 et 1 300 m d'altitude dans les forêts tempérées de Nothofagus :
- au Chili dans les régions de Los Ríos, de Los Lagos, d'Aisén et dans le Nord de Magallanes et de l'Antarctique chilien ;
- en Argentine à l'extrême Est des provinces de Chubut, de Rio Negro et de Neuquén.

## Publication originale
- Günther, 1881 : Reptiles, Batrachians and Fishes collected during the survey of H.M.S. Alert on the coast of Patagonia. Proceedings of the Zoological Society of London, vol. 1881, p. 18-52 (texte intégral).